# Confine tra Corea del Nord e Russia
Il confine tra la Corea del Nord e la Russia (in coreano: 러시아-조선민주주의인민공화국 국경; in russo: Российско-северокорейская граница), secondo la definizione ufficiale russa, consiste in 17 km di "confine terrestre" e 22,1 km (12 miglia nautiche) di "confine marittimo". Tale confine (considerato come il solo confine terrestre o come la somma di quest'ultimo con quello marittimo) costituisce il più corto di tutti i 16 confini della Federazione Russa.

## Descrizione

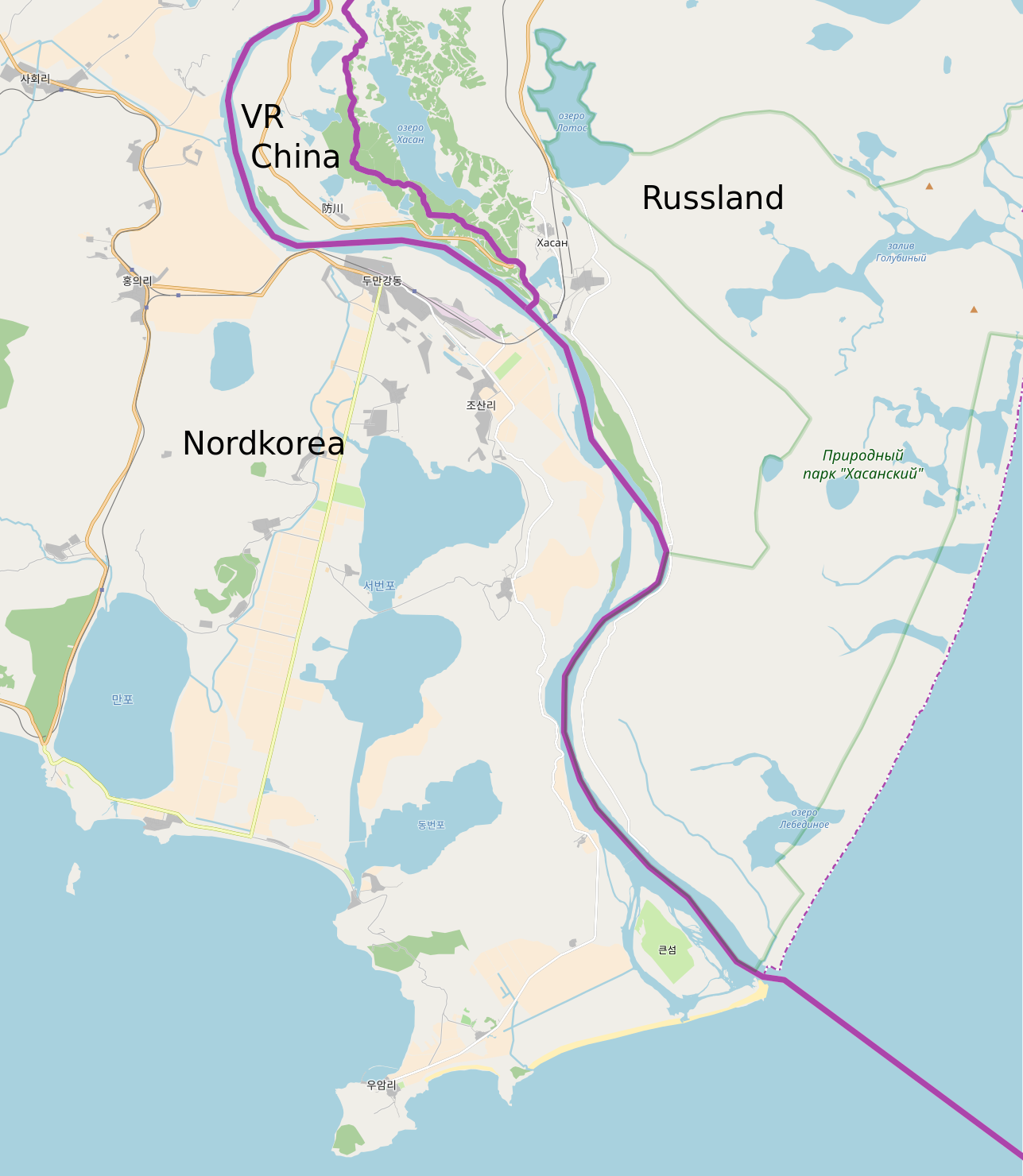
Il confine tra Cina, Corea del Nord e Russia

Il cosiddetto “confine terrestre” tra le due nazioni costeggia il fiume Tumen ed il suo estuario.
Vi sono diversi accordi bilaterali riguardanti il suddetto confine; il principale trattato attualmente in vigore è “L'Accordo tra l'URSS e la Repubblica Popolare Democratica di Corea circa la posizione delle linee del confine sovietico-coreano” (in inglese “The agreement between the USSR and the DPRK on the position of the line of the Soviet-Korean border”), firmato il 17 aprile 1985.
Uno speciale trattato trilaterale specifica inoltre la posizione del punto di giunzione del confine tra la Russia, Cina e Corea del Nord. Il confine tra la Cina e la Corea del Nord e quello tra la Russia e la Corea del Nord si trovano in mezzo al fiume Tumen, mentre il confine tra la Russia e la Cina si avvicina al punto di giunzione via terra, dal lato nordico.
L'unità amministrativa presente sul lato russo del confine è il Chasanskij rajon del Territorio del Litorale; sul lato nord-coreano sorge invece la città di Rasŏn. La principale stazione russa di guardia nella zona del confine tra i due Paesi è Peščanaja.

## Storia
Il confine tra l'Impero russo e il Regno coreano (a quel tempo tributario dell'Impero cinese retto dalla dinastia Qing) fu una conseguenza della convenzione di Pechino firmata da Cina, Francia, Regno Unito e Russia nel novembre del 1860. Secondo questo trattato, che poneva fine alla seconda guerra dell'oppio, l'Impero Qing dovette fare enormi concessioni alle potenze europee e, in particolare, cedette all'Impero russo buona parte della Manciuria esterna, tra cui il territorio a est del fiume Ussuri.
Nel 2008, due turisti occidentali riuscirono inaspettatamente a prendere un treno dalla Russia alla Corea del Nord attraversando il confine sul ponte dell'amicizia sul fiume Tumen, trascorrendo più di 30 ore nel Paese. Normalmente tale linea è solamente aperta a cittadini russi, nordcoreani e non a cittadini di altre nazioni.
Nell'aprile 2015, il ministro dei Trasporti russo e il ministro dei Trasporti nord-coreano, rispettivamente Nikolaj Asaul e Kwon Il-ryong, firmarono un accordo circa lo sviluppo di un collegamento stradale tra i due Paesi.